# Marija Vučković
Marija Vučković, née le 3 juillet 1974 à Mostar (Yougoslavie), est une femme politique croate, membre de l'Union démocratique croate (HDZ).
En 2024, elle est nommée ministre de l'Environnement et du Développement durable au sein du gouvernement d'Andrej Plenković, après avoir été ministre de l'Agriculture de 2019 à 2024.

## Biographie
En 2002, elle obtient une maîtrise en économie internationale de l'Université de Zagreb,. Après avoir travaillé au port de Ploče, elle devient vice-préfète du Comitat de Dubrovnik-Neretva.
Lors de la création du quatorzième gouvernement de Croatie le 19 octobre 2016, elle devient ministre de l'Agriculture de Croatie. Lors du remaniement du 22 juillet 2020, elle conserve son poste.